# Gérard Thibeault
Pour les articles homonymes, voir Thibeault.
Ne doit pas être confondu avec Gérard Thibault.
Gérard Thibeault (1er janvier 1906 - 5 août 1998) est un homme politique québécois. Il était le député unioniste de Montréal-Mercier de 1936 à 1939 et de 1948 à 1962.